# Indirana leithii
Indirana leithii là một loài ếch được tìm thấy ở Tây Ghats của Ấn Độ. 
Chiều dài từ mõm đến đít là 1,25 inch.